# Технологічний комплекс поверхні шахти

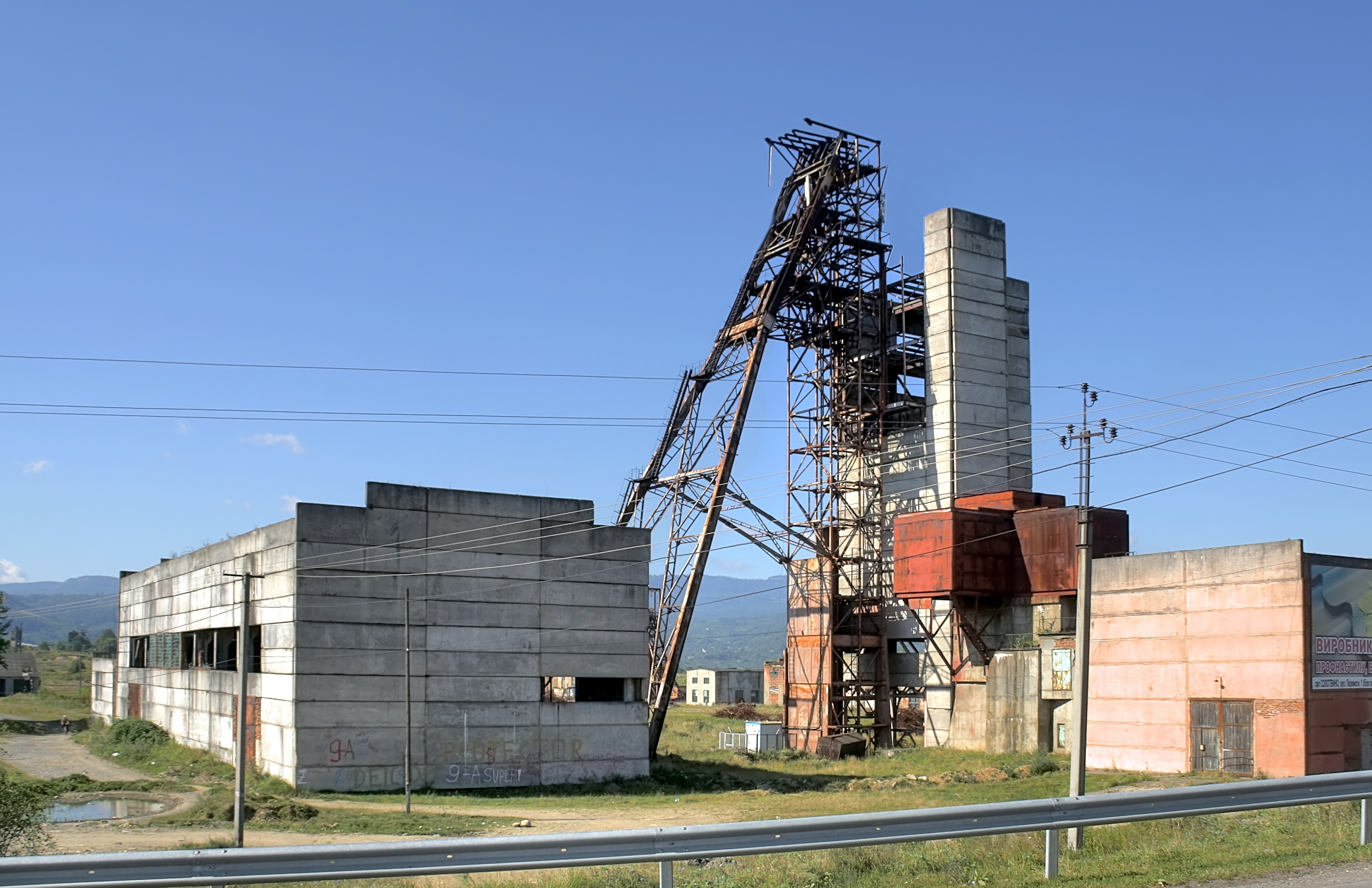
Технологічний комплекс поверхні соляної шахти. Солотвине. Україна.

Технологічний комплекс поверхні шахти — це комплекс технологічних споруд і будівель на поверхні шахти, що забезпечує роботу її підземного комплексу, а також складування, переробку та відвантаження корисної копалини споживачам.

## Загальна характеристика

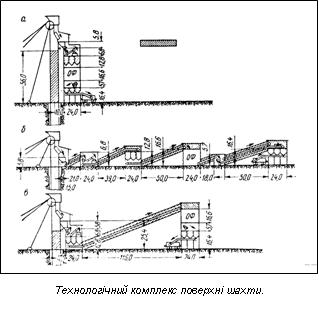
Технологічний комплекс поверхні шахти будується за трьома принципово різними схемами: а) висотною, б) горизонтальною і в) комбінованою.

Технологічний комплекс поверхні шахти — комплекс будов, гірничо-технічних споруд та устаткування, розташованих на поверхні шахти біля шахтних стволів і призначених для спуску в шахту та підйому людей, підйому, приймання, складування, переробки та відправки споживачам корисних копалин, прийому та складування породи, подачі в шахту свіжого повітря для провітрювання гірничих виробок, забезпечення гірничих робіт пневмо- та електроенергією, очищення шахтних вод, ремонту гірничого устаткування, побутового обслуговування робітників, роботи адміністративно-управлінських та інженерно-технічних служб.
До гірничотехнічних споруд та будівель вугільних та рудних шахт зараховують копри, будови збагачувальних фабрик, бункери, естакади, галереї, будівлі підіймальних машин, вентиляторів, компресорів, калориферів, електростанцій, котелень, шахтних електромеханічних майстерень. Крім того, на поверхні шахти розташовується будова адміністративно-побутового комбінату та склади різного призначення: корисної копалини, кріплення, матеріальний, вибухівки, паливно-мастильних та ін. матеріалів.
Технологічний комплекс поверхні шахти будується за трьома принципово різними схемами (рис.):
- а) висотною,
- б) горизонтальною
- в) комбінованою.

Вибір схеми Т.к.п.ш. обумовлюється прийнятим способом розкривання шахтного поля та засобами підйому, транспорту, переробки корисних копалин, а також підйому, транспорту та складування (чи переробки) породи, продуктивністю та терміном служби шахти. При висотній схемі машини та устаткування розташовуються послідовно у низхідному порядку на поверхах однієї висотної будівлі. Ця схема забезпечує зниження енерговитрат через переважне використання самопливного транспорту, мінімальні розміри промислового майданчика Т.к.п.ш. Щодо горизонтальної схеми, то гірничотехнічні споруди в ній складаються з окремих послідовно розташованих будов на одному або на близьких рівнях. Транспорт сипучих матеріалів здійснюється конвеєрами, елеваторами тощо. Для цієї схеми характерна більша площа забудов під Т.к.п.ш. та більш складний транспортний ланцюг. Комбінована схема займає проміжне положення між висотною та горизонтальною.

## Об'єкти шахтної поверхні

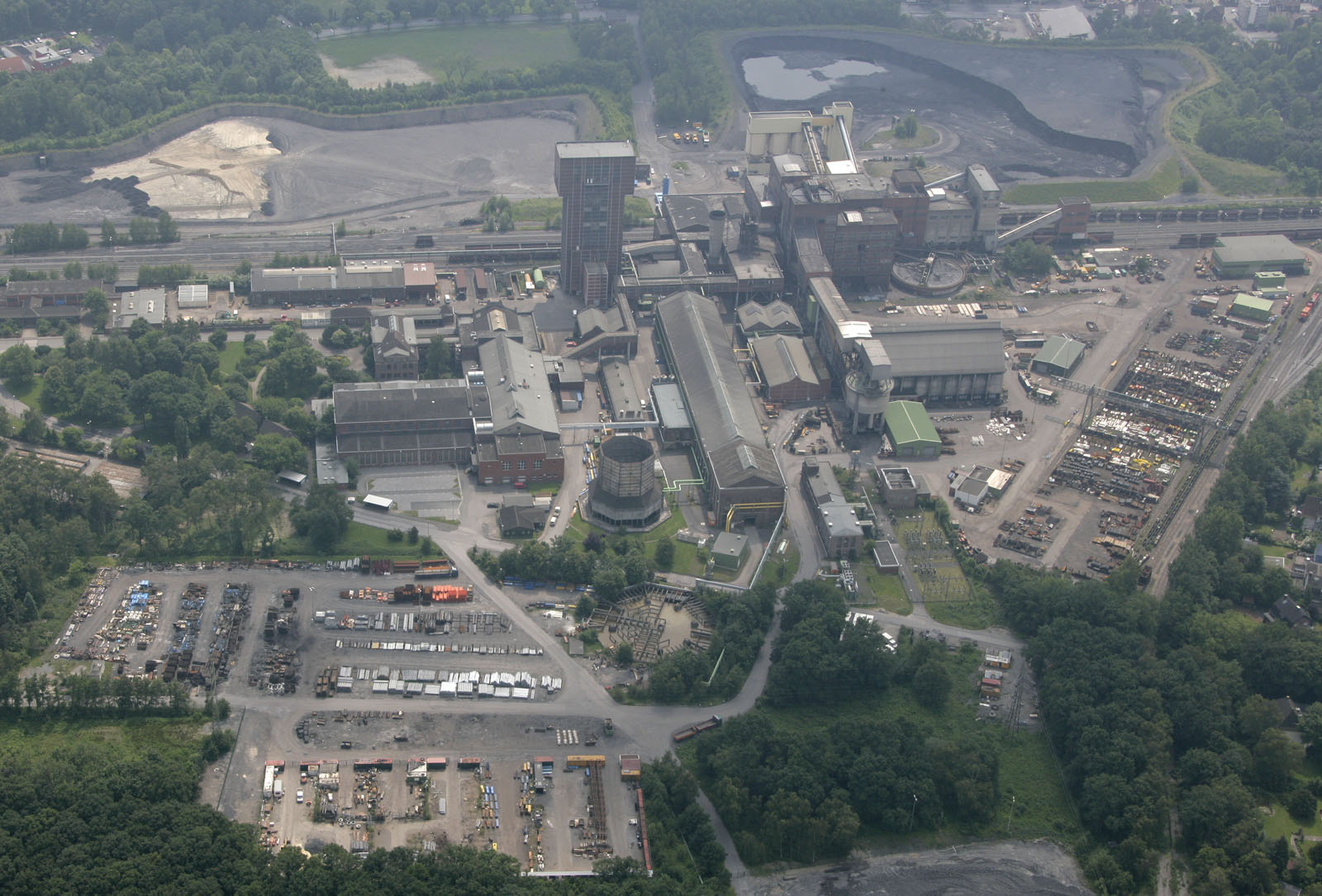
Технологічний комплекс поверхні шахти «Heinrich-Robert» (Німеччина)

Комплекс поверхні складається з трьох основних блоків: головного (скіпового) стовбура, допоміжного (клітьового) стовбура, адміністративно-побутового комбінату (АБК) та окремо розташованих будівель і споруд, які за своїми технологічними та спеціальним вимогами не можуть бути зблоковані. До них належать: склади, збагачувальна фабрика або установка,головна поверхнева електропідстанція, резервуар для води, естакада, градирня та ін.
Розрізнюють три компонувальні схеми технологічних комплексів для вугілля та породи: висотну, горизонтальну і змішану.
Висотна схема є найкомпактнішою; забезпечує максимальне наближення навантажувальних шляхів до осі стовбура, потребує меншої кількості транспортних механізмів, але висота надшахтних споруд великої шахти в такому випадку сягає 100 м та більше. За горизонтальної схеми матеріал від приймальних до завантажувальних пристроїв передається конвеєрами та елеваторами і лише у окремих випадках самопливно. За змішаної схеми для передачі матеріалу до місця навантаження використовуються частково самопливні похили, частково — механізми.

### Блок головного стовбура
Блок головного стовбура складається з шахтної підіймальної установки, приміщення технологічного комплексу прийому вугілля і породи, пункту безбункерного навантаження вугілля у залізничні вагони, станції навантаження породи, котельні та приміщення підйомних установок.
Видача вугілля (гірничої маси) або вугілля і породи передбачається, як правило, скіпами. При використанні скіпів обидва підйоми найчастіше розташовуються в одному стовбурі, тому до комплексу споруд та будівель скіпового головного стовбура в такому випадку входять дві технологічні ланки — вугільна та породна.

#### Вугільний комплекс
Схема вугільного технологічного ланцюгу визначається маркою і якістю вугілля, що видобувається (коксове, енергетичне, антрацит), місцем його збагачення (на шахтній, груповій, центральній збагачувальній фабриці), типом зовнішнього транспорту (залізничний, автомобільний, трубопровідний, конвеєрний). Устрій підйомних та навантажувально-розвантажувальних пристроїв залежить також від конструкції надшахтної будови.
Для завантаження вугілля у залізничні вагони передбачаються високомеханізовані і автоматизовані навантажувальні комплекси (бункери, вугільні склади з високопродуктивним зворотнім подаванням).
Навантаження вугілля і продукції на вугільних шахтах здійснюється з попереднім накопиченням вугілля у оперативних вуглескладських спорудах. Як оперативні вуглескладські споруди приймають:
- акумулятори, в яких весь обсяг вугілля, що складується, при розвантаженні передається до випускних отворів під дією гравітаційних сил;
- склади, в яких весь обсяг вугілля, що складується, при розвантаженні переміщується примусово за допомогою різноманітних механізмів.

#### Породний комплекс
На більшості шахт України та країн СНД одним з основних елементів породного комплексу є породний відвал, або терикон. Відвантаження породи на терикони здійснюється опрокидними вагонетками, скіпами, конвеєрами та автомобільним транспортом.
До складу породного комплексу входить приймання породи із шахти (збагачувальної фабрики), навантаження її у транспортні засоби, доставка до місць складування; укладка у пласкі відвали (відвалоутворення) на заздалегідь відведених ділянках, а також розробка і транспортування матеріалів для виконання профілактичних заходів.
Технологічна схема приймання породи при видаванні її скіпами передбачає надходження її до приймального бункеру через герметичні розвантажувальні пристрої, якщо необхідна герметизація стовбура. В стовбурах, що не потребують герметизації, приймання породи із скіпів здійснюється приймальними воронками. З приймального бункеру в залежності від місцевих умов порода може або безпосередньо завантажуватись у засоби зовнішнього транспорту, або транспортуватись конвеєром у окремо розташований навантажувальний бункер.

### Блок допоміжного стовбура
До складу технологічного комплексу допоміжного стовбура входить надшахтна будова (з пристроями для обміну вагонеток у клітях і для спуска в шахту кріпильних, довгомірних та інших матеріалів, обладнання, людей) і допоміжні цехи, складські і підсобні приміщення, що примикають до неї.
Надшахтна будова допоміжного стовбура обладнується приймальним майданчиком, де відбувається процес обміну вагонеток.

### Адміністративно-побутові будівлі
Адміністративно-побутові будівлі та приміщення призначені для обслуговування працівників на шахті. В них розташовуються адміністративно-конторські, санітарно-побутові, виробничо-допоміжні приміщення, приміщення медичного обслуговування, харчування та ін.
При проектуванні адміністративно-побутових приміщень приміщення розташовуються таким чином, щоб шахтар, що прямує на роботу, увійшовши до адміністративно-побутового комбінату (АПК), йшов через нарядну і після переодягнення у робочу одежу і отримання світильника, саморятувальника і, якщо належить, респіратора, постійно знаходився у приміщенні.
АПК слід розташовувати поблизу головного входу на територію промислового майданчика.
Будівлі побутового призначення рекомендовано приймати, здебільшого, висотою в два поверхи, але не більше 3-х поверхів, а адміністративно-конторські — не більше 5-и поверхів.